# Facultad de Ciencias Económicas (UNNE)
La Facultad de Ciencias Económicas de la Universidad Nacional del Nordeste (UNNE) es la unidad académica de la institución encargada del dictado de las carreras de grado y postgrado relacionadas con la Economía y sus disciplinas afines. Su origen se remonta al 5 de junio de 1951, cuando se inauguró el primer Curso de Contadores nocturno que dependía de la Universidad Nacional del Litoral, en un aula de la ex Escuela Nacional de Comercio (hoy CEP n.º 67 "Gral. Don Manuel Obligado") de la ciudad de Resistencia.
Luego de crearse el nocturno de Peritos Mercantiles el director de la escuela, Prof. Roberto E. Müller, se abocó a la tarea de poner en funcionamiento un curso de Contadores Públicos. Con esa finalidad se propuso interesar a don Nicolás Russo, entonces Gobernador del Territorio Nacional del Chaco, a quien elevó una nota con fecha 4 de enero de 1950 que hacía conocer el proyecto y las razones que lo avalaban.
El 1 de enero de 1957 la "Escuela de Contadores" dejó de depender de la UNL, para pasar a la órbita de la recientemente fundada UNNE.
Tiempo después, la nueva facultad se trasladó al Campus Resistencia de dicha universidad, donde actualmente cuenta con un moderno edificio de dos pisos con 24 aulas, un salón auditorio en planta baja, un salón de usos múltiples, dos gabinetes de informática, una biblioteca propia, un bar y una sala de tutorías.
A la carrera de Contador Público se añadió la Licenciatura en Economía, hasta que en 1998 se inauguró el dictado de la Licenciatura en Administración. Fue también en los años '90 que se ofrecieron los primeros posgrados y especializaciones en la Casa de Altos Estudios, y en la década siguiente se incorporaron las licenciaturas en Relaciones Laborales y Comercio Exterior. Adicionalmente, la facultad adoptó en el año 2020 un doctorado en Ciencias Económicas, con mención en Administración y Economía.
En la actualidad, la facultad posee extensiones áulicas en las ciudades de General San Martín y General Pinedo (Provincia del Chaco) y en Goya, Corrientes.

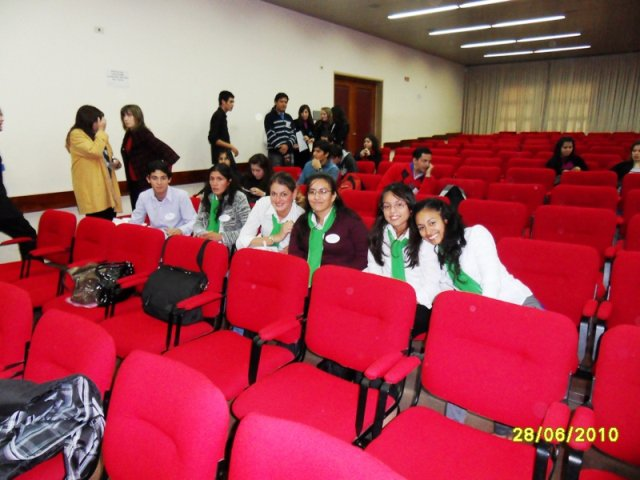
Alumnos en el salón auditorio "Cr. Martín Edgardo Ayala"

## Oferta Académica
La oferta académica se compone de cinco carreras:
- Licenciatura en Administración
- Licenciatura en Economía
- Contador Público
- Licenciatura en Comercio Exterior (sede Paso de los Libres)
- Licenciatura en Relaciones Laborales (sede Ciudad de Corrientes)

Los planes de dichas carreras tienen una duración de 5 años.

## Autoridades[6]
- Decana: Esp. Lic. Moira Y. Carrió
- Vicedecana: Dra. Ana Rosa Pratesi
- Secretaria Académica:  Lic. María Virginia Alisio
- Secretario de Asuntos Estudiantiles: Cr. Edgardo D. Reniero
- Secretaria de Investigación, Innovación y Desarrollo: Dra. Verónica Glibota Landriel
- Secretaria de Extensión:  Lic. Federico Martos
- Secretaria de Posgrado: Cr. Gerardo Santos Oliveira
- Secretaria Administrativa: Esp. Cra. María de los Angeles Morales

### Directores de Carrera
- Directora de la Carrera de la Licenciatura en Administración: Lic. Mariana VALDÉS
- Directora de la Carrera de Contador Público: Cra. Teresa de Jesús MARÍN
- Director de la Carrera de la Licenciatura en Economía: Dr. Diego Ramón ÁLVAREZ
- Director de la Carrera de la Licenciatura en Comercio Exterior: Cdor. Eduardo Enrique DUTACK
- Directora de la Carrera de la Licenciatura en Relaciones Laborales: Lic. Mariana Estela SABAS

### Directores de Departamento
- Director del Departamento de Administración: Mgter. Jorge Antonio FIOL
- Directora del Departamento de Ciencias Sociales: Prof. María Andrea BENÍTEZ
- Directora del Departamento de Contabilidad: Cdra. Idalia de CASTRO
- Director del Departamento de Derecho: Dr. Jorge Gustavo DAHLGREN
- Director del Departamento de Economía: Dr. Lucas FERRERO
- Director del Departamento de Finanzas e Impuestos: Cdor. Osvaldo Antonio GONZÁLEZ
- Director del Departamento de Matemática: Cdor. Héctor OLIVA
- Directora del Departamento de Relaciones del Trabajo: Lic. Silvana A. FRANCOVIG

## Decanos desde 1983
El primer decano fue el Cr. Félix Terzano desde 1957 hasta 1960, hoy un aula lo recuerda. También recuerdan a las autoridades el salón del Consejo Directivo "Dr. Antonio C. Besil" y el salón auditorio "Cr. Martín E. Ayala". El único exdecano que se encuentra activo actualmente en la facultad es el Cr. Rubén Abel Marcón.
- Dr. Gregorio Makowski
- Cr. Ricardo Calcagno
- Cr. Juan F. Serrano Giménez
- Cr. Mario Gianneschi
- Cr. Prof. Martín E. Ayala
- Dr. Antonio C. Besil
- Cra. Beatriz Monfardini de Franchini
- Lic. Maria de los Arcos Martinez

## Política estudiantil
Las agrupaciones que actualmente se dan cita en el ámbito de la FCE son: Franja Morada (desde finales de 2010 en la conducción del centro de estudiantes), RUBEL (agrupación estudiantil Peronista) la cual actualmente es la segunda fuerza estudiantil más importante de la facultad, PRUNI (Proyecto Universitario), FAE (Frente de Agrupaciones Estudiantiles), JUP (Juventud Universitaria Peronista), 29 de mayo (izquierda) y MUI (en relaciones laborales).
Las elecciones de 2011 volvieron a dar la conducción del centro de estudiantes a Franja Morada por el 51% de los votos contra 31% de PRUNI+MUI, 12% de FAE y 4% de la JUP. La conformación del consejo arrojó 4 consejeros para Franja Morada (48%) y uno para PRUNI (31%) y dejó a FAE (15%) y JUP (4%) sin representación.
Las elecciones de 2012 dieron la victoria a Franja Morada por el 57% de los votos frente al conglomerado FAE+PRUNI+JUP con el 41% para el consejo directivo, y el 58% para el centro de estudiantes (contra el 35% de FAE+PRUNI+JUP y el 4% de 29 de mayo). La composición para el consejo contará con 3 consejeros de Franja Morada y 2 de FAE+PRUNI+JUP.
Las elecciones de 2013 confirmaron a Franja Morada para una cuarta gestión consecutiva. El 52% de los votos perteneció a aquella agrupación, seguido por PRUNI, FAE y 29 de mayo. La conformación de los consejeros directivos fue similar a la del año anterior: 3 consejeros por Franja Morada, 1 por PRUNI y 1 por FAE.
Las elecciones de 2014 confirmaron nuevamente a Franja Morada para una quinta gestión consecutiva, donde el 69% de los votos acompañó a la agrupación reformista. En tanto la agrupación FAE, en alianza con el MUI, obtuvieron el 26% de los votos. Respecto a los consejeros directivos, se ganó un representante más en comparación al año anterior: 4 consejeros por Franja Morada y 1 por FAE+MUI.
En las elecciones, del año 2015, la Franja Morada retiene la conducción del CECE con el 76% de los votos frente al 21% de FAE+MUI. En cuanto a la distribución de los consejeros directivos fue similar a la del año anterior: 4 consejeros por Franja Morada y 1 por FAE+MUI.
En las elecciones del 2021, tras una pandemia y sin elecciones el año anterior, hubo una votación histórica tanto por el porcentaje de votos como por el porcentaje de victoria de la agrupación Franja Morada con el 77,82% de los votos para seguir conduciendo el CECE. La agrupación RUBEL+FUCE EL 21,29%
Respecto a los consejeros directivos: la Franja Morada consiguió sacar el 5.º consejero con una aplastante victoria del 81,24%.

### Presidentes y Secretarios Generales del Centro de Estudiantes
- Christian Sengher (2009-2010)
- Mario De Bártoli - Mauro Varisco (2010-2011)
- Sebastián Alva - Jorge Rodríguez (2011-2012)
- Christian Bubrosky - Daniel Aranda (2012-2013)
- Hernán Romero - Raúl Solís (2013-2014)
- Gabriel Lago - Alejandra Pérez (2014-2015)
- Patricio González - Justo Zacarias (2015 - 2016)
- Santiago Merino - Adriana Navarro (2016-2017)
- Pablo Arnaiz - Antonella Piazza (2017-2018)
- Federico Martos - Gerardo Sena (2018-2019)
- Gerardo Sena - Anabel Sandoval (2019-2021)
- German Voelki Berenz - Maria Jose Muñiz (2021-2022)

## Actividades de Investigación[7]
La Facultad cuenta en 2019 con 12 Proyectos de Investigación acreditados por la Secretaría General de Ciencia y Técnica de la Universidad, que versan sobre temas relacionados con las Ciencias Económicas. Entre ellos:
1. Desvinculaciones forzadas y voluntarias en las relaciones de trabajo en organizaciones estatales y privadas de las provincias del Nordeste Argentino. Procesos, comunicaciones y resistencias
2. Políticas de desarrollo, instituciones mediadoras y organizaciones de base: la intervención del estado en lo local.
3. Organización de trabajadores de las provincias de Chaco y Corriente Organización de trabajadores de las provincias de Chaco y Corrientes en la historia reciente. Estrategias, conflictos y configuraciones colectivas en el ámbito estatal, privado y de la economía social y solidaria.
4. Acumulación, conflictos y clases. Genealogía de los procesos sociales en el Nordeste Argentino
5. Análisis de las prácticas de gestión empresarial generadoras de valor en PyMEs del sector comercial y de servicios de la ciudad de Resistencia
6. Riesgos psicosociales en el trabajo. Percepción de los trabajadores e impacto en las empresas y organizaciones
7. El nuevo Sistema de Responsabilidad Civil en el Derecho Privado Argentino, a partir del Código Civil y Comercial – PI 16M001
8. Geografía, relaciones intergubernamentales y desempeño económico regional
9. Aplicación de métodos matemáticos para evaluar la eficiencia y la vulnerabilidad de los alumnos en los primeros años de estudios universitario
10. Preparación de las Empresas de Familia de Corrientes en el abordaje del proceso sucesorio
11. Relaciones entre variables psicoeducativas y el rendimiento académico mediante métodos estadísticos multivariantes
12. Hacia la construcción de estadísticas regionales actualizadas: Revisión y asignación geográfica del Producto Bruto Geográfico de Chaco

## Otras actividades
La Facultad cuenta una revista científica especializada:
Revista de la Facultad de Ciencias Económicas de la Universidad Nacional del Nordeste, Argentina.

### Revista FCEUNNE
La Revista de la Facultad de Ciencias Económicas, está orientada a un público con inquietudes científicas y académicas, en las diversas ramas del saber que incluye. Así también, está signada por la interdisciplinariedad con la inclusión de artículos que analizan problemáticas presentes o pasadas, que nos traen a la memoria circunstancias y soluciones ya experimentadas y otros que nos proyectan al futuro, desde la seriedad de un análisis meduloso con base científica, en un claro intento de lograr brindar Actualidad y Prospectiva sobre las distintas temáticas abordadas.
La pluralidad de disciplinas que abarca la línea editorial de la Revista incluye Economía, Administración, Matemática, Contabilidad, Derecho, Relaciones del Trabajo, Comercio Exterior, Investigación Científica y Educación Superior, lo que fortalece su enriquecedor enfoque interdisciplinario. Bajo la convicción de que el hombre está constituido por una inescindible integración de mente, espíritu, alma y materia, saliendo de la estrictez propia de los contenidos de este tipo de publicaciones, el comité editorial de la revista decidió compartir contenidos relacionados con el arte.
A los efectos de garantizar la calidad científica de los artículos publicados, ha constituido un Comité de Referato con destacados expertos en las distintas áreas, nacionales y extranjeros, quienes en una modalidad de doble ciego se expiden sobre la posibilidad de admisión.
Es distribuida a todas las Facultades así como a los Consejos Profesionales y Centros de Estudiantes de Ciencias Económicas de Argentina y algunos de otros países, al igual que a no docentes y alumnos de dichas Casas de Altos Estudios e investigadores y docentes relacionados con las múltiples materias y temáticas incorporadas en cada número.
La publicación cuenta con registros en CAICYT-Conicet(Centro Nacional Argentino de ISSN):
- ISSN 1668-6357 (formato impreso)[8]
- ISSN 1668-6365 (formato digital)[9]

### Repositorio Institucional - RIUNNE
Indexada y resumida en:
- Latindex-Catálogo[9][10]
- Latindex-Directorio
- Periódica (Índice de Revistas Latinoamericanas en Ciencias)
- DOAJ - Directory of Open Access Journals
- REDIB - Red Iberoamericana de Innovación y Conocimiento Científico
- COLIBRÍ - Repositorio Institucional de la Universidad de la República, Uruguay
- LatinREV - Red cooperativa de revistas y asociaciones de revistas académicas del campo de las ciencias sociales y las humanidades
- ROAD
- MIAR
- MALENA
- BIBLIOTECA DIGITAL - Ministerio de Justicia y Derechos Humanos de la Nación -

### Comité editorial
- María Teresa ALCALÁ (Universidad Nacional del Nordeste – Argentina)
- Víctor Alberto BEKER (Universidad de Buenos Aires y Universidad de Belgrano – Argentina)
- Henry CHERO VALDIVIESO (Universidad Católica Los Ángeles de Chimbote – Perú)
- César CORREA ARIAS (Universidad de Guadalajara – México)
- Humberto Antonio CLOSAS (Universidad Nacional del Nordeste – Argentina)
- Lucas FERRERO (Universidad Nacional del Nordeste – Argentina)
- Lorenzo GARCÍA ARETIO (Universidad Nacional de Educación a Distancia – España)
- Augusto JAEGER JUNIOR (Universidade Federal do Rio Grande do Sul – Brasil)
- Miguel SANTESMASES MESTRE (Universidad de Alcalá de Henares – España)

### Equipo de trabajo de la Revista[11][12][13]
- Directora: Dra. María Laura ESTIGARRIBIA BIEBER
- Secretaria: Abog. Silvina Andrea CÁNCER
- Diseño Editorial y Fotografía: Dg. Nicolás GÁNDARA

Dr Rodolfo Oscar Maurel. Presidente del Tribunal de cuentas de la Provincia del Chaco. Secretario de Economía de la Municipalidad de Resistenci. Profesor de la Facultad de CE y de la universidad de la Cuenca del Plata. 

## Alumnos destacados
- Dr. Rodolfo Oscar Maurel, Presidente del Tribunal de Cuentas del Chaco
- Cr. Jorge Milton Capitanich
- Cr. Eduardo Aguilar, presidente de la Cámara de Diputados del Chaco (desde 2011)
- Lic Miguel Ángel Aquino, Contador Público, Abogado, exsubsecretario de hacienda y finanzas de la provincia del Chaco, exmiembro de a comisión federal de impuestos, exmiembro de la comisión arbitral de impuestos, expresidente de Lotería Chaqueña, expresidente de Fiduciaria del Norte SA, actual Director de Fiduciaria del Norte, Miembro alterno en la Comisión Federal de Impuestos, y miembro del Consejo Interprovincial de Ministros de Obras Públicas.
- Elda Pértile, diputada provincial y ex intendenta de la ciudad de Resistencia.
- Aarón Aisemberg, expresidente del Consejo Profesional de Ciencias Económicas del Chaco.
- Hugo Saife, presidente del Instituto de Turismo de la Provincia del Chaco.